# Филибер де Найак
Филибер де Найак (фран.Philibert de Naillac; около 1340 — 1421, Родос) – 34-й Великий магистр ордена Святого Иоанна в 1396–1421 гг.
Младший сын знатного дворянина провинции Берри. Вступил в Мальтийский орден. В 1383 году был назначен великим магистром ордена в Аквитании. В 1396 году отправлен в штаб-квартиру ордена на Родосе, где после неожиданной смерти Великого Магистра Хуана Фернандеса де Эредиа был  избран его преемником. 
Участвовал в крестовых походах и отличался доблестью и навыками ведения войны. 
В связи с участием в Берберском крестовом походе против турок-османов, организованном Сигизмундом Люксембургским, выступил во главе орденской эскадры боевых галер к устью Дуная. После поражения в битве при Никополе вернулся на Родос, где постоянно препятствовал действиям турок-османов в Эгейском море.
Принимал активное участие в заключёнии договоров с сарацинами. Заключил договор с султаном Египта, который давал христианам разрешение оградить Гроб Господень в Иерусалиме стеной; сохранить в городе шесть рыцарей Ордена Святого Иоанна, свободных от всякой дани, которым было разрешено выполнять  обязанности своей профессии в пользу всех паломников и рабов-христиан, которых можно было выкупить либо путем покупки, либо путём  обмена на сарацина.